# Криваві новачки
«Криваві новачки» — німецький телесеріал, який транслюється на ZDF із січня 2020 року. Серіал розповідає про студентів-поліцейських, яким доводиться розслідувати вбивства паралельно з розв'язанням власних проблем та навчанням.
Перший сезон транслювався з червня 2019 року, другий був запущений у липні 2020 року. Його транслювали на ZDF наприкінці 2021 року. Одразу після цього у січні 2022 року розпочався показ третього сезону, четвертого — у жовтні 2022, п'ятого — у січні 2024 року.

## Сюжет

### Сезон 1
Студенти Інка Кубіцкі, Анн-Крістін «AК» Хеффнер, Кіліан Гіршфельд і Марк Абель завершують свій перший літній семестр у поліцейському коледжі в Галле, Німеччина. Випадково потрапивши на вбивство у кінотеатрі, вони свідчать про злочин, і їм дозволяють працювати у розслідуванні справи. Вони сподіваються завершити практичний семестр у відділі вбивств.
Під час урочистого оголошення про розподіл практичних посад, які отримають Інка, АК, Кіліан і Марк, декана поліцейського коледжу Даніеля Гольденбогена знаходять мертвим у своєму кабінеті. Студентка-поліцейська Леоні Руска, яка мала таємний роман із деканом, швидко потрапляє під підозру. Інка, яка є найкращою подругою Леоні, вірить у її невинність, хоча знаряддя вбивства знайшли в машині підозрюваної. Леоні переховується від поліції, поки знову не знаходить притулок у Інки. Там її виявляє Марк, який також втягнутий у справу про вбивство. Леоні вважає, що кримінальний психолог Джулія Саломон вбила Деніела, і хоче влаштувати на неї пастку. Однак її ловить Самі Малуф, керівник групи вбивць, і бере під варту.
Таємниці Інки та віра в невинність Леоні погіршують її стосунки з Кіліаном. Коли він дізнається місцеперебування Леоні, він хоче передати це Самі Малуфу, але той уже заарештував Леоні. Через це Інка розлучається з ним, а дружба з Марком руйнується та ще й через те, що Кіліан дає репортеру жовтої преси провокативну інформацію про родину Абель та її зв'язки з нацистами. Самі знімає Інку зі справи і призначає її до AК. Разом з Джулією вона дізнається, що сестра Даніеля Хелен так і не приїхала до Австралії. Крім того, під час своєї останньої відпустки Даніель був не в Греції, як він всім казав, а в Австралії, ймовірно, намагаючись з'ясувати де його сестра. Розслідування показує, що Хелен також була вбита, і незнайомець хотів, щоб її друзі Джулія, Самі, П'єр і Даніель повірили, що вона все ще жива. Це доводить невинуватість Леоні, оскільки вона не знала Даніеля під час вбивства його сестри, і її звільняють з-під варти. Леоні також зізнається Інці, що незадовго до смерті Даніеля вона зі злості перерізала йому гальмівну магістраль. Це шокує Інку, і вона ставить під сумнів свою дружбу з Леоні.
Після нічних вечірок AК, Джулія та П'єр мають обшукати будинок Деніела в пошуках підказок. Вони знаходять інформацію, що П'єр міг бути вбивцею. Коли він помічає це, то зізнається Джулії у своєму злочині. Тоді він хотів довести своїй дружині Хелен, що в ньому є більше, ніж вона бачить, він надіслав провокативні зображення будівельному підряднику, який потім зміг зняти Хелен з будівельного конкурсу. Оскільки П'єр не хотів руйнувати свою кар'єру, він убив свою дружину, коли вона дізналася про його вчинок. Коли Даніель сказав йому, що він шукає свою сестру і що він був здивований тим, що Хелен дзвонила лише йому, а не решті своїх друзів, він убив і його. Коли Леоні з'явилася в офісі Даніеля відразу після вбивства і знайшла його мертвим на підлозі, це допомогло П'єру підставити її та підробити докази. Здолавши AК і Джулію, П'єр хоче втекти на машині Даніеля. Самі хоче попередити його про зламані гальма, але П'єр вже мчить збити його. Кіліан рятує життя Самі, але отримує значні травми від аварії, його життя в небезпеці. П'єра заарештовують за вбивство Даніеля та Елен. Залишається незрозумілим, чи виживе Кіліан.

### Сезон 2
Директор архіву Улла Новак у біді. Марк помічає, як Улла просить у його батька грошей, а Кіліан бачить сварку Улли та батька Марка Юстуса. Невдовзі тіло Улли знаходять в архіві університету, в неї стріляли з її ж пістолета. Її партнерка Лізанн швидко потрапляє під підозру. Однак на час злочину у неї є алібі. Лізанна може дати Моко корисні свідчення. Так команда дізнається, що Улла зробила неправдиву заяву для Юстуса, коли давала свідчення по його справі. Тепер вона шантажувала його своєю таємницею. Інка та її команда також дізнаються, що Улла працювала повією та допомагала іншим повіям відмовитися від цієї професії. Для цього вона придбала підроблені паспорти.
Кіліан бореться з Робіном Лешем за стосунки з Інкою та за своє місце у вбивчому відділі, яке він може втратити через довгу відсутність. Інка розлучається з Кіліаном, оскільки у неї вже є таємні стосунки з Лоренцо Баттіато. Коли її колишня подруга Леоні, яка перебуває на випробувальному терміні після інциденту з перерізаними гальмівними магістралями, з'являється і дізнається про стосунки, вона радить їй відкрито говорити про це. Інка хотіла б цього, але Лоренцо її зупиняє. Марк змушений визнати, що він закоханий у Джулію Саломон. Кіліана відвідує його зведений брат Яннік, який є торговцем наркотиками. Він бере в заручники Інку, Кіліана і Марка, бо йому потрібна інформація з поліцейського комп'ютера. Коли Кіліан був у заручниках, він свариться з братом і з Інкою. Яннік звинувачує Кіліана у своїх невдачах та розповідає йому про стосунки Інки та Лоренцо, бо він спіймав їх обох за поцілунком. AК, Лоренцо, Кіліан і Інка змогли подолати Янніка, а той клянеться помститися братові.
Моко відкриває інші підказки у справі про вбивство Улли Новак. Її дослідження показують, що Улла разом з лікарем викрадали дітей у повій і продавали їх. AК бачить одну з цих повій з Робіном Лешем. З'ясовується, у них з Дар'єю є син, якого вкрала Улла. Цією дитиною виявляється Алессіо Баттіато, син сестри Лоренцо Софії. Інка відразу розуміє, що Софія теж підозрювана, а коли вона намагається розповісти про це Лоренцо, виявляється, що він знав про покупку. Улла шантажувала Софію, що розповість про покупку дитини, тоді Софія розповіла все своєму брату Лоренцо, і він убив Уллу, бо не хотів платити тихих грошей. Самі заарештовує Лоренцо, а Алессіо передають відділу у справах молоді. Інка глибоко розчарована і вирішує покинути навчання. На щорічному поліцейському футбольному турнірі невідомий снайпер стріляє в Кіліана, але промахується.

## Створення
У червні 2019 року ZDF оголосив, що працює над новим вечірнім серіалом «Криваві новачки». Перший сезон вийшов в ефір з 4 червня до 12 жовтня 2019 року. Зйомки проходили в Галле та його околицях у Саксонії-Ангальт, Берліні та Потсдамі. Інтер'єрні кадри лекційних залів і бібліотеки були зняті в Потсдамському університеті прикладних наук. Зовнішні кадри поліцейської школи також відзняті в Потсдамі та Штансдорфі. Сценарії написали Хайке Брюкнер фон Ґрумбков і Йорг Брюкнер.
Наприкінці липня 2020 року було оголошено про продовження серіалу на другий сезон з ще дванадцятьма епізодами. Зйомки почалися в Галле, Берліні, Бранденбурзі та Штукені в середині серпня. Новим актором став Роберт Маасер. Другий сезон виходив в ефір з 13 жовтня 2021 року. У червні 2021 року ZDF оголосив про продовження серіалу на третій сезон із ще дванадцятьма епізодами, зйомки яких триватимуть у Галле та його околицях до жовтня 2021 року. Епізоди вийшли в ефір 19 січня 2022 року.
Зйомки четвертого сезону (37-48 серії) тривали з травня 2022 року до середини вересня. Нові головні ролі отримали Шайенн Пахде, Луїза Емілі Черсіч, Мартін Пеньялоза Чекконі, Угур Екероглу та Ерік Кордес. Трансляція проходила з 5 жовтня 2022 року. З травня 2023 року до середини грудня вийшло 12 серій 5 сезону, який знімався в Берліні та Галле.
Будівлі в Грін-парку в Штансдорфі служать поліцейським коледжем.

## Актори

### Головний акторський склад
| Актор                    | Роль                            | Епізоди (головна роль)   | Епізоди (роль другого плану) | Період                   | Примітки |
| Актуальні головні актори | Актуальні головні актори        | Актуальні головні актори | Актуальні головні актори     | Актуальні головні актори | Актуальні головні актори |
| ------------------------ | ------------------------------- | ------------------------ | ---------------------------- | ------------------------ | --- |
| Естер Швайнс             | Доктор Джулія Саломон           | 1.01–                    |                              | 2020–                    | Кримінальний психолог (з епізоду 1.01), в.о. декана поліцейського коледжу (епізоди 1.02–1.12), декан поліцейського коледжу (з епізоду 2.01) Наречена Самі Малуфа, колишнього партнера професора Даніеля Гольденбогена та Марка Абеля                      |
| Луїза Емілі Черсіч       | Анастасія Садовська             | 4.01–                    |                              | 2022–                    | Поліцейський стажер відділу розслідування вбивств |
| Шайенн Пахде             | Шарлотта Мерзебурзька           | 4.01–                    |                              | 2022–                    | Поліцейський стажер відділу розслідування вбивств Колишня дівчина Умута |
| Угур Екероглу            | Умут Гюль                       | 4.01–                    |                              | 2022–                    | Поліцейський стажер відділу розслідування вбивств Колишній хлопець Шарлотти |
| Мартін Пеналоза Чекконі  | Бруно Перес                     | 4.01–                    |                              | 2022–                    | Поліцейський стажер відділу розслідування вбивств |
| Ерік Кордес              | Філіп Шнайдер                   | 4.01–                    |                              | 2022–                    | Кандидат у поліцію |
| Рене Штайнке             | Торстен Кайзер                  | 5.01–                    |                              | 2024–                    | Перший головний інспектор, начальник відділу розслідування вбивств |
| Флоріан Клайд            | Леон Ландсберг                  | 5.01–                    |                              | 2024–                    | Судово-медичний лікар |
| Петра Клейнерт           | Дьорте Пфайффер                 | 5.04–                    |                              | 2024–                    | Головний інспектор |
| Колишні головні актори   |                                 |                          |                              |                          | |
| Луїза фон Фінкх          | Інка Кубіцький                  | 1.01–2.12                |                              | 2020–2021                | Поліцейська стажерка відділу розслідування вбивств. Мати Луни, партнерка Кіліана Гіршфельда (епізод 1.01-2.02) і Лоренцо Баттіато (епізод 2.01-2.12), полишає навчання після сезону 2, залишивши лише короткий прощальний лист.                           |
| Франсуа Ґеск             | Кіліан Гіршфельд                | 1.01–3.12                |                              | 2020–2022                | Поліцейський стажер відділу розслідування вбивств Партнер Інки Кубіцкі (епізод 1.01–2.02), партнер Айлін (з епізоду 3.06), зведений брат Янніка Гіршфельда та Ребекки Бордеманн, має дитину від Айлін                                                     |
| Джейн Чирва              | Енн-Крістін «AК» Хеффнер        | 1.01–3.12                |                              | 2020–2022                | Поліцейська стажерка відділу розслідування вбивств. Колишня партнерка Робін стає поп-зіркою після того, як не змогла скласти іспит на поліцію через наслідки коми                                                                                         |
| Тіммі Трінкс             | Марк Абель                      | 1.01–3.12                |                              | 2020–2022                | Поліцейський стажер відділу розслідування вбивств Справа доктора Джулія Саломон (епізод 3.03–3.12), син Юстуса та Ірен Абель, їде до Лівії після того, як склав іспит на поліцейського (3.12).                                                            |
| Гедеон Буркгард          | Професор Даніель Гольденбоген † | 1.01–1.12                |                              | 2020                     | колишній декан поліцейського коледжу Брат Хелен Гартвіч, колишній хлопець Леоні Раска та доктора Юлії Саломон знайдений мертвим у своєму офісі (кінець епізоду 1.01)                                                                                      |
| Штеффен Грот             | П'єр Гартвіч                    | 1.01–1.12                |                              | 2020                     | колишній прессекретар заарештований за вбивство Хелен Гартвіч і професора Даніеля Гольденбогена |
| Лариса Марольт           | Леоні Руска                     | 1.01–1.12                | 2.05–2.06                    | 2020–2021                | Колишня студентка поліції в розшуку автомобілів, співробітниця охорони інфлюенсера Колишня дівчина професора Даніеля Гольденбогена |
| Сальваторе Греко         | Лоренцо Баттіато                | 1.01–2.12                |                              | 2020–2021                | Головний інспектор, заступник начальника відділу розслідування (серії 1.01–2.12) партнер Інки Кубіцької (серії 2.01–2.12); Брат Софії Баттіато заарештований за вбивство Улли Новак                                                                       |
| Роберт Маасер            | Робін Леш                       | 2.01–2.12                |                              | 2021                     | Поліцейський стажер у Комісії з організованої злочинності, заміна Кіліана Гіршфельда у відділі вбивств (Епізод 2.01–2.03) Колишній партнер Анн-Крістін Хеффнер та Дарії Мазур; Батько Алессіо Баттіато                                                    |
| Соня Кірхбергер          | Улла Новак †                    | 2.01–2.12                | 1.11–1.12                    | 2020–2021                | Архіваріус знайдена застреленою в поліцейському архіві (кінець епізоду 2.01) |
| Аслі Меліса Узун         | Айлін Аксу                      | 3.02–3.12                |                              | 2022                     | Поліцейська стажерка відділу розслідування вбивств Партнерка Кіліана (з епізоду 3.06), має дитину від Кіліана |
| Вернер Даен              | Майкл Келтінг †                 | 1.01–4.06                | 4.07                         | 2020–2022                | Головний інспектор |
| Ніл Малік Абдулла        | Самі Малуф †                    | 1.01–4.12                | 5.01                         | 2020–2023                | колишній начальник групи вбивств Себастьян Флутер застрелив нареченого Джулії, колишнього чоловіка Брітти Малуф, батька Бассама Малуфа. |
| Мартін Бретшнайдер       | Доктор Клаас Штайнебах          | 4.01–4.12                | 1.02–3.12                    | 2020–2023                | колишній судовий лікар Партнер Майкла Келтінга, залишає Галле і їде до Франції |
| Бірте Ганусріхтер        | Мадлен «Коко» Конрад            | 3.01–5.04, 5.11          |                              | 2022–2024                | старший інспектор, заступник начальника відділу розслідування (з епізоду 3.01); в.о. начальника відділу розслідування вбивств (епізод 5.01); працює під прикриттям з епізоду 5.04 до 5.10; залишає відділ убивств, щоб зайняти керівну посаду в Потсдамі. |

### Актори другого плану
| Актор              | Роль                                     | Епізоди         | Період    | Примітки |
| ------------------ | ---------------------------------------- | --------------- | --------- | --- |
| Луна Крюгер        | Луна Кубіцкі                             | 1.01–2.12       | 2020–2021 | Донька Інки Кубіцький, залишає Галле з матір'ю після 2 сезону                                                    |
| Варвара Пракопенка | Каро Бляйбтрой                           | 1.01–1.03       | 2020      | Студентка-асистентка професора Даніеля Гольденбогена залишає університет після того, як її викрила Інка Кубіцьки |
| Пітер Давор        | Юстус Абель                              | 1.02–2.12       | 2020–2021 | Директор державної поліції Чоловік Ірен Абель, батько Марка Абеля                                                |
| Влатка Алек        | Ірен Абель                               | 1.02–2.03       | 2020–2021 | Дружина Юста Авеля, мати Марка Авеля                                                                             |
| Шарлотта Бонінг    | Брітта Малуф                             | 1.05–2.08       | 2020–2021 | Дружина Самі Малуфа, мати Бассама Малуфа                                                                         |
| Омід Мемар         | Басам Малуф                              | 1.05–1.12       | 2020      | Дрібний злочинець Син Самі та Брітти Малуф                                                                       |
| Патриція Карлуччі  | Софія Баттіато                           | 2.02–2.12       | 2021      | Власник ресторану сестра Лоренцо Баттіато; Прийомна мати Алессіо Баттіато                                        |
| Джулія Дітце       | Лізанна Ремерс                           | 2.02–2.07       | 2021      | Супутниця життя Улли Новак (до її смерті)                                                                        |
| Євгенія Ліхтнер    | Дарія Мазур                              | 2.09–2.12       | 2021      | колишня повія Подруга Робіна Леша, справжня мати Алессіо Баттіато                                                |
| Джуліан Мау        | Янник Модров                             | 2.11–3.02       | 2021–2022 | Торговець наркотиками Зведений брат Кіліана Гіршфельда                                                           |
| Емелі Кундрун      | Ребекка Бордеман                         | 3.03–3.06       | 2022      | Сестра Кіліана Гіршфельда                                                                                        |
| Лукас Лентес       | Євген Порст                              | 3.05–3.12       | 2022      | Сторож у поліцейському коледжі                                                                                   |
| Райан Віхерт       | Марвін Бейкер                            | 3.07–3.11       | 2022      | Брат Меліси Бейкер                                                                                               |
| Адріан Топол       | Юрек Садовський †                        | 4.01–4.06       | 2023      | Батько Анастасії застрелений Каєм                                                                                |
| Моніка Ощек        | Марга Садовська                          | 4.02–4.06, 5.12 | 2023      | Мати Анастасії                                                                                                   |
| Ніклас Гуммел      | Кай Різ                                  | 4.03–4.06       | 2023      | |
| Вінсент Крюгер     | Хендрік фон Абшац                        | 4.03–4.06       | 2023      | Правий екстреміст Допомагає Каю Різу вбити батька Анастасії Садовскі                                             |
| Олі Бігалке        | Себастьян Флутер                         | 4.12            | 2023      | Хочете помститися Джулії Саломон стріляє Самі Малуф                                                              |
| Юлія Ягер          | Сибілла Мерзебург                        | 5.01–5.04       | 2024      | Мати Шарлотти |
| Аксель Бухгольц    | Ахім фон Мерзебург                       | 5.01–5.04       | 2024      | Батько Шарлотти                                                                                                  |
| Ансельм Бресготт   | Вінсент Ріхтер, він же Антек Ковальський | 5.09–5.12       | 2024      | асистент лікаря судової медицини Колишній хлопець Анастасії, вбивці Антека Ковальського, викрадає Анастасію      |

## Критика
Катрін Хольгер пише в Süddeutsche Zeitung, що в серіал було вкладено багато контенту. Вона задоволена тим, що акторський склад і ролі демонструють широкий спектр походження та сексуальної ідентичності. Загалом вона пише, що серіал подекуди здається нерівним. Джуліан Міллер описує на Quotenmeter.de, що у нього складається враження, що серіал дуже намагається не виділятися серед монотонності ранніх вечірніх серіалів. Він позитивно відгукується про Марольт, яку характеризує як «найсильнішу актрису проєкту». Тільман П. Ґанґлофф бачить все по-іншому в Stuttgarter Zeitung, який пише, що «Криваві новачки» явно виділяється серед попередніх вечірніх програм. З його точки зору, привабливість серіалу полягає в тому, що «героям доводиться проводити справжні розслідування в сенсі „навчання на практиці“, не маючи відповідного досвіду».